# واتسکو
واتسکو (انگلیسی: Watsco) شرکت تجهیزات الکتریکی آمریکایی است، که در سال ۱۹۵۶ تأسیس شد.